# Хајбах (Доња Франконија)
Хајбах (њем. Haibach) општина је у њемачкој савезној држави Баварска. Једно је од 32 општинска средишта округа Ашафенбург. Према процјени из 2010. у општини је живјело 8.517 становника. Посједује регионалну шифру (AGS) 9671124.

## Географски и демографски подаци
Хајбах се налази у савезној држави Баварска у округу Ашафенбург. Општина се налази на надморској висини од 280 метара. Површина општине износи 7,4 km². У самом мјесту је, према процјени из 2010. године, живјело 8.517 становника. Просјечна густина становништва износи 1.157 становника/km².